# Liste der Naturdenkmale in Dettingen an der Iller
| Naturdenkmale | Anzahl |
| ------------- | ------ |
| FND           | 0      |
| END           | 2      |
| Gesamt        | 2      |

Die Liste der Naturdenkmale in Dettingen an der Iller nennt die verordneten Naturdenkmale (ND) der im baden-württembergischen Landkreis Biberach liegenden Gemeinde Dettingen an der Iller. In Dettingen an der Iller gibt es insgesamt zwei als Naturdenkmal geschützte Objekte, keines ist ein flächenhaftes Naturdenkmal (FND), beide sind Einzelgebilde-Naturdenkmale (END).
Stand: 31. Oktober 2016.

## Einzelgebilde (END)
| Name                                                   | Bild | Kennung     | Einzelheiten           | Position | Fläche Hektar | Datum        |
| ------------------------------------------------------ | ---- | ----------- | ---------------------- | -------- | ------------- | ------------ |
| Esche beim Meisterhaus, Buchau-Einöde                  | BW   | 84260310002 | Dettingen an der Iller | ⊙        | 0,0           | 7. Feb. 1991 |
| 1 Linde an der K 7578 zwischen Dettingen und Kirchberg | BW   | 84260310001 | Dettingen an der Iller | ⊙        | 0,0           | 7. Feb. 1991 |
| Legende für Naturdenkmal                               |      |             |                        |          |               |              |